# Pigeon John
Pigeon John, de son vrai nom John Kenneth Dunkin, né le 30 novembre 1972 à Omaha dans le Nebraska, est un rappeur américain. Il réside à Los Angeles. Il est membre du collectif L.A. Symphony.

## Biographie

### Jeunesse
John Kenneth Dunkin (changé plus tard en Dust) est né à Omaha, dans l'État du Nebraska. Sa famille déménage dans l'État de Californie, à Inglewood, alors qu'il est âgé de cinq ans. Métis, John ne trouve sa place ni à Omaha, ville majoritairement blanche, ni à Inglewood, majoritairement noire. Il déménage ensuite à Hawthorne en Californie où il étudie à l'université.
John compose sa première chanson intitulée Inglewood Skater's Dream. À l'âge de 12 ans puis, adolescent, il commence à se produire sur des scènes ouvertes. Il enregistre, sous le nom de scène de MC Pigeon, un titre intitulé Judge Not avec le duo LPG (en) sur l'album The Earthworm en 1995. Pigeon John explique que son nom de scène lui a été attribué par Jésus : « Il m'a jeté un pigeon mort [...] Et voilà comment ça s'est passé, le pigeon a commencé à se débattre violemment puis à voler. Je crois pas que j'avais le choix… c'était 'pigeon' ou meurs. » Plus tard, il explique avoir discuté, avant cet événement, avec un ami qui lui proposait le nom de « Chicken John », inspiré du personnage de la série américaine Roots. La mère de son ami clame par la suite que l'image d'un pigeon lui irait mieux et qu'il devrait plutôt se surnommer Pigeon John.

### Carrière
Au début des années 1990, Pigeon John forme un duo avec son ami B-Twice nommé Brainwash Projects. Brainwash Projects compose le morceau Muchas Muchachas publié sur la compilation de hip-hop chrétien Sanktifunctafyd éditée par N-Soul Records en 1995. Puis un album intitulé The Rise and Fall of Brainwash Projects sur le label indépendant Jackson Rubio. Pigeon John et B-Twice rencontrent d'autres rappeurs dont KarateE! Mouseet forment le collectif L.A. Symphony qui compte parmi ses membres les Halieyoos Fishermen (Sharlok Poems, Trendi M.C., and J-Beits aka Great Jason), The Eternals (Cookbook & Uno Mas), Paul « Coy » Allen, et Flynn Adam Atkins. Pigeon John délaisse ensuite le collectif pour une carrière solo.
Entre 1997 et 2000, Pigeon John enregistre son premier album Is Clueless publié en  2001 par The Telephone Company et réédité en 2002 par The Telephone Company/Syntax Records avec trois nouveaux titres. Cet album est suivi en 2003 par Is Dating Your Sister et en 2005 par Pigeon John Sings the Blues. En 2006 Pigeon John publie son quatrième album solo intitulé And the Summertime Pool Party qui reçoit de nombreuses critiques positives,,. Pigeon John forme ensuite avec Flynn, du collectif L.A. Symphony, le groupe Rootbeer qui en 2009 publie l'EP Pink Limousine.
En 2010 sort le cinquième album solo intitulé Dragon Slayer,. Le premier single The Bomb est utilisé pour des publicités pour Volkswagen. Dernièrement ce single a été utilisé dans le trailer du jeu Dead Island 2. John participe également à l'album Tetra du groupe C2C sorti en 2012 avec le titre Because of You et il les rejoint sur scène pour plusieurs dates de leur tournée en Europe. Son nouvel album All the Roads, réalisé avec Général Elektriks, est publié le 23 septembre 2014 en France, où il est venu faire une tournée de 10 concerts, dont une date à la Boule Noire de Paris pour le Mama Event le 15 octobre 2014. Pour le single Boomerang, Pigeon John est allé à New York tourner un clip avec 20syl (du groupe C2c) et le réalisateur Romain Laurent. Le clip met en scène un timelapse impressionnant et des plans aériens tournés au drone.

## Vie privée
Il est marié à l'auteur Harmony Dust avec qui il a eu une fille nommée Johnny Ella, entre 2002 et 2010,.

## Discographie

### Albums studio
- 2001 : Is Clueless
- 2003 : Is Dating Your Sister
- 2005 : Sings the Blues
- 2006 : And the Summertime Pool Party
- 2010 : Dragon Slayer[20]
- 2014 : All The Roads (version européenne)[21]
- 2016 : Good Sinner
- 2017 : Rap Record
- 2020 : Gotta Good Feelin'

### Compilations et apparitions
- Featuring Pigeon John
- Featuring Pigeon John 2
- 2012 : Because of You (auteur, interprète)
- 2013 : Moongaï - Cosmofamille - "Fight for les Maladroits" (co-auteur, interprète)

### Singles
- 2003 : Life Goes On
- 2003 : Originalz
- 2003 : Is Clueless
- 2004 : Nothing Without You b/w Sleeping Giants
- 2011 : The Bomb
- 2014 : Champagne on my Shoes
- 2014 : Boomerang (feat. 20syl)